# Taku Mayumura
Taku Mayumura (眉村 卓, Mayumura Taku), né le 20 octobre 1934 à Osaka et mort le 3 novembre 2019 dans la même ville,, est un écrivain japonais de science-fiction. Son vrai nom est Takuji Murakami (村上 卓児, Murakami Takuji).
Mayumura est un membre du Science Fiction and Fantasy Writers of Japan.

## Biographie
Taku Mayumura est né à Osaka (préfecture d'Osaka) au Japon en 1934. Il est diplômé du département d'économie à l'université d'Ōsaka en 1957.
Il a gagné le Prix Kyōka Izumi et le Prix Seiun par son long roman Shōmetsu no kōrin (消滅の光輪) en 1979, qui est la roman des séries SF "Shiseikan" (司政官, Administrateurs) qui sont son représentant séries de romans SF. Taku Mayumura a également remporté son deuxième Prix Seiun par Hikishio no Toki (引き潮のとき) dans la même série en 1996.
Taku Mayumura est aussi un écrivain bien connu de Fiction juvénile (Littérature pour la jeunesse, en:Young-adult fiction). Ses œuvres représentatives dans ce domaine sont Nazo no Tenkousei et Nerawareta Gakuen. Les deux romans ont été adaptés dans les téléfilms de la NHK et les cinémas. Il y a les cinémas Nerawareta Gakuen (1981) et Nazo no Tenkousei (1998). Ses romans ont également été adaptés en dessin animé.
En 2002, l'épouse de Taku Mayumura est décédée d'un cancer. Il avait écrit une très courte histoire tous les jours pour elle, qui était alitée à l'hôpital depuis que le cancer avait été diagnostiqué. Quand ses histoires, écrites chaque jour et numérotées, atteignirent 1778, elle mourut. Ces histoires ont été compilées et publiées. Le film Boku to Tsuma no 1778 no Monogatari, basé sur cette histoire vraie, a été filmé en 2009 et sorti en 2011.
En 2011, Taku Mayumura était un professeur à l'École supérieure de l'université des arts d'Osaka(大阪芸術大学).

### Poète haïku
Taku Mayumura est aussi un poète haïku. Il était un membre du club de haiku au lycée. Il a posté sa poésie de haïku au magazine de coterie haiku Ashibi (馬酔木) que Shūōshi Mizuhara (水原秋桜子, JA) a présidé. Mayumura a été un membre du magazine haïku "Uzu" (渦). En 2009, il a publié un livre de collection de poèmes haïkus "Kiri wo yuku" (霧を行く).

## Prix
- Prix Kyōka Izumi pour Shōmetsu no kōrin (消滅の光輪) 1979
- Prix Seiun pour Shōmetsu no kōrin 1979
- Prix Seiun pour Hikishio no toki (引き潮のとき) 1996

## Œuvres
Son œuvre n'est pas traduite en français.

### Romans
- Moeru keisha (燃える傾斜) 1963, Touto Shobou
- Gen'ei no kōsei (幻影の構成) 1966, Hayakawa Shobou
- EXPO' 87 (EXPO' 87) 1968, Hayakawa Shobou
- Wa ga sexoid (わがセクソイド) 1969, Rippu Shobou
- Techunit (テキュニット) 1969, San'ichi Shobou
- Jun B-kyu shimin (準B級市民) 1966, Hayakawa Shobou, séries SF de Hayakawa
- Bankokuhaku ga yattekuru (万国博がやってくる) 1968, Hayakawa Shobou, séries SF de Hayakawa
- Niji wa kieta (虹は消えた) 1969, Hayakwa Shobou, séries SF de Hayakawa
- Toki no Odysseus (時のオデュセウス) 1971, Hayakwa Shobou, séries SF de Hayakawa
- C-seki no kyaku (C席の客) 1971, Nihon Keizai Shinbunsha, 1973, Kadokawa Bunko
- Karera no naka no umi (かれらの中の海) 1973, Hayakawa Shobou
- Salon wa owatta (サロンは終わった) 1974, Hayakawa Bunko JA
- Nubatama no... (ぬばたまの…) 1978, Koudansha
- Pocket no ABC (ポケットのABC) 1982, Kadokawa Shoten
- Pocket no XYZ (ポケットのXYZ) 1982, Kadokawa Shoten
- Meikyū monogatari (迷宮物語 ) 1986, Kadokawa Shoten
- Futeiki esper (不定期エスパー ) 1-8, 1988-1990, Tokuma Shoten
- Wonder tea room (ワンダー・ティー・ルーム) 1992, Jitsugyō no nihon
- Cartago no unmei (カルタゴの運命) 1998
- Tsuma ni sasageta 1778-wa (妻に捧げた1778話) 2004

etc.

#### Séries Shiseikan
Résumé du Monde de Shiseikan (Administrateurs) :
Dans un futur lointain, les hommes de la Terre ont constitué la fédération Terrestre. Les hommes se sont répandus dans le vaste espace et ont colonisé de nombreuses étoiles et planètes où des extraterrestres avaient existé. Les hommes ont créé des colonies dans ces planètes. Au début de la colonisation, les généraux militaires gouvernaient ces planètes par le pouvoir militaire. Mais la fédération Terrestre a changé sa politique. Gouverneurs civils, « administrateurs » (shiseikan), ont été envoyés à la place des généraux militaires. Ainsi, l'âge des administrateurs civils a été établi. Cependant, il y avait des problèmes difficiles que les administrateurs devraient résoudre.
- Shiseikan (司政官, Administrateurs) 1974, Hayakawa Shobou
- Shoumesu no kōrin (消滅の光輪) 1979, Hayakawa Shobou (prix Seiun 1979)
- Nagai akatsuki (長い暁) Hayakawa Shobou 1980
- Hikishio no toki (引き潮のとき) 1996, Hayakawa Shobou (prix Seiun 1996)

#### Romans traduits en anglais
- Administrator (Kurodahan Press, 2004)[6]
- Fnifmum (The Best Japanese Science Fiction Stories, Dembner Books, 1989 / Barricade Books, 1997)
- I'll Get Rid of Your Discontent (Speculative Japan, Kurodahan Press, 2007)[7]

### Littérature pour la jeunesse
- Tensai wa tsukurareru (天才はつくられる) 1968
- Nazo no tenkōsei (なぞの転校生) 1972
- Nerawareta gakuen (ねらわれた学園) 1976
- Maboroshi no pen friend (まぼろしのペンフレンド) 1970
- Nejireta machi (ねじれた町) 1974
- Tsukurareta asu (つくられた明日) 1980

### Essais
- Giyaman to kikai (ぎやまんと機械) 1977, PHP Kenkyusho

### Livre de poèmes haïkus
- Kiri wo yuku (霧を行く) 2009

## Adaptations de ses œuvres

### Cinéma
- 1981 : L'École visée (ねらわれた学園, Nerawareta gakuen?) de Nobuhiko Ōbayashi
- 1997 : Nerawareta gakuen (ねらわれた学園?) de Atsushi Shimizu (ja)
- 1998 : Nazo no tenkōsei (なぞの転校生?) de Kazuya Konaka (ja)
- 2011 : Boku to tsuma no 1778 no monogatari (僕と妻の1778の物語?) de Mamoru Hoshi (ja)

### Films d'animation
- 1986 : Toki no tabibito (時空の旅人?) de Mori Masaki (en)
- 1987 : Manie Manie (迷宮物語, Manie-Manie : Meikyū monogatari?) de Rintarō, Yoshiaki Kawajiri et Katsuhiro Ōtomo
- 2012 : Nerawareta gakuen (ねらわれた学園?) de Ryōsuke Nakamura (ja)

### Dramas
- Maboroshi no pen friend (まぼろしのペンフレンド) 1974, 2001
- Nazo no tenkōsei (なぞの転校生) 1975
- Jigoku no sainou (地獄の才能) 1977
- Nerawareta gakuen (ねらわれた学園) 1977, 1982, 1987, 1997
- Nagori no yuki (名残の雪) 1977, 1994